# Devon Werkheiser
Devon Joseph Werkheiser (født 8. marts 1991) er en amerikansk skuespiller og musiker, bedst kendt for sin hovedrolle som Ned Bigby i Nickelodeon-sitcommen Ned's Universalhåndbog i Skoleoverlevelse samt for hans rolle som Nolan Byrd i tv-filmen Shredderman Rules fra 2007. Werkheiser spillede også Peter Parkes i den fjerde og sidste sæson af ABC Family-showet Greek.

## Personlige liv
Werkheiser blev født i Atlanta, Georgia og voksede op i Johns Creek, Georgia. Hans forældre indskrev ham på Talent Factory, et lokalt program for unge børneskuespillere. Efter at have fået en mindre rolle i We Were Soldiers, flyttede Werkheiser til LA sammen med sin mor for at forfølge sin skuespillerkarriere. Siden hans ankomst i Hollywood, har Werkheiser medvirket i adskillige tv- og filmroller, hvoraf den mest kendte er rollen som Ned Bigby i Ned's Universalhåndbog i Skoleoverlevelse. Fornylig fik, Werkheiser 2 større roller i filmene Love at First Hiccup og The Prankster, som han også havde leveret musik til.

## Musikkarriere
Hans album blev beskrevet som en kombination mellem pop og rock. Werkheiser var med til at skrive alle sangene sammen med bl.a Tim Myers, Wally Gagel, Eddie Galan, og Charlie Midnight. Han optrådte live med sangene sammen med Kristen Marie Hollyin og Britney Christian og har planer om en turne efter at have fået udgivet albummet.
Hans første single, var en bandproduktion af sangen "If Eyes Could Speak", som blev udgivet den 1. april, 2010 på iTunes. Musikvideoen blev udgivet på YouTube den 15. juni, 2010, og blev filmet af Mikul Photography. I videoen optræder bl.a hans daværende ekæreste, Molly McCook. Hans anden sang
, "Sparks Will Fly", blev udgievt den 29. juli, 2010 på iTunes.
Hans plan er at udgive en Extended Play, hvilket så igen vil føre til udgivelsen af et album. Werkheiser har pt. skrevet over 45 sange, men har endnu ikke besluttet hvilke nogle der skal med på hans næste EP eller album.

## Filmografi
| År   | Titel                 | Rolle                              | Noter                                                   |
| ---- | --------------------- | ---------------------------------- | ------------------------------------------------------- |
| 2002 | We Were Soldiers      | Steve Moore                        | Hovedrolle                                              |
| 2003 | Recipe for Disaster   | Max Korda                          | Ledende rolle; Metro-Goldwyn-Mayer tv-film              |
| 2006 | Caspers skræmmeskole  | Casper/Casper's spøgelse/God drage | Stemme; tv-film                                         |
| 2007 | Shredderman Rules     | Nolan Byrd/Shredderman             | Ledende rolle; Sony Pictures Home Entertainment-tv-film |
| 2007 | Christmas in Paradise | Chris Marino                       | Ledende rolle; Lifetime Television-tv-film              |
| 2009 | The First Time        | Victor                             | Ledende rolle                                           |
| 2010 | The Quinn-tuplets     | Teenage Martin Quinn               | Birolle; tv-film                                        |
| 2010 | The Prankster         | Brad Burris                        |                                                         |
| 2010 | Marmaduke             | Golden Dog/Cocker Spaniel          | Stemme                                                  |
| 2011 | Beneath the Darkness  | Danny                              |                                                         |
| 2012 | The Wicked            | Max                                |                                                         |
| 2012 | Leashed               | Nick Behrle                        | Ledende rolle; Pos-production                           |
| 2012 | I Brake for Gringos   | Logan Hoagland                     | Ledende rolle; Pos-production                           |

| År           | Titel                                     | Rolle          | Noter                                                                |
| ------------ | ----------------------------------------- | -------------- | -------------------------------------------------------------------- |
| 2004—2007    | Ned's Universalhåndbog i Skoleoverlevelse | Ned Bigby      | Ledende rolle; Nickelodeon Original Series                           |
| 2009—present | Casper's Scare School                     | Casper         | Stemme; Ledende rolle                                                |
| 2009         | Three Rivers                              | Bobby          | "Code Green" (sæson 1; episode 4)                                    |
| 2010         | Memphis Beat                              | Troy Groves    | "Baby, Let's Play House" (sæson 1; episode 2)                        |
| 2011         | Glenn Martin, DDS                         | Corey          | "Glenn and the Art of Motorcycle Maintenance " (sæson 2; episode 16) |
| 2011         | Greek                                     | Peter Parkes   | Sæson 4; Birolle                                                     |
| 2012—present | Never Fade Away                           | Cassidy Warren | Hovedrolle                                                           |

## Diskografi

### Singler
| "Superhero"                                                        | 2007 | — | Shredderman Rules (DVD-ekstra) |
| "If Eyes Could Speak"                                              | 2010 | — | ikke-album single              |
| "Sparks Will Fly"                                                  | 2010 | — | ikke-album single              |
| "—" Viser udgivelser der ikke kom på hitlisten eller modtog hæder. |      |   |                                |

### Andre optræneder
| År   | Sang                                         | Noter              |
| ---- | -------------------------------------------- | ------------------ |
| 2008 | "141'                                        | Udgivet på Myspace |
| 2008 | "Like The First Time (vol.1)"                | Udgivet på Myspace |
| 2008 | "What Did I Miss?"                           | Udgivet på Myspace |
| 2008 | "To Do Right"                                | Udgivet på Myspace |
| 2008 | "So It Goes"                                 | Udgivet på Myspace |
| 2008 | "Lonely Girl"                                | Udgivet på Myspace |
| 2008 | "Standing Tall"                              | Udgivet på Myspace |
| 2008 | "Take It All Away"                           | Udgivet på Myspace |
| 2008 | "It's Christmas"                             | Udgivet på Myspace |
| 2009 | "California Sun"                             | Udgivet på Myspace |
| 2010 | "One More Day" (featuring Daniel Curtis Lee) | Udgivet på Myspace |
| 2010 | "Never Walk Away"                            | Udgivet på Myspace |
| 2010 | "Lucky"                                      | Udgivet på Myspace |
| 2010 | "You Wear it Well"                           | Udgivet på Myspace |
| 2010 | "Winter Wonderland"                          | Udgivet på Myspace |
| 2011 | "Like The First Time (vol. 2)"               | Udgivet på Myspace |
| 2011 | "To Do Right (vol. 2)"                       | Udgivet på Myspace |